# Riesen-Glockenblume
Die Riesen-Glockenblume (Campanula lactiflora) ist eine Pflanzenart aus der Gattung der Glockenblumen (Campanula) in der Familie der Glockenblumengewächse (Campanulaceae).

## Merkmale

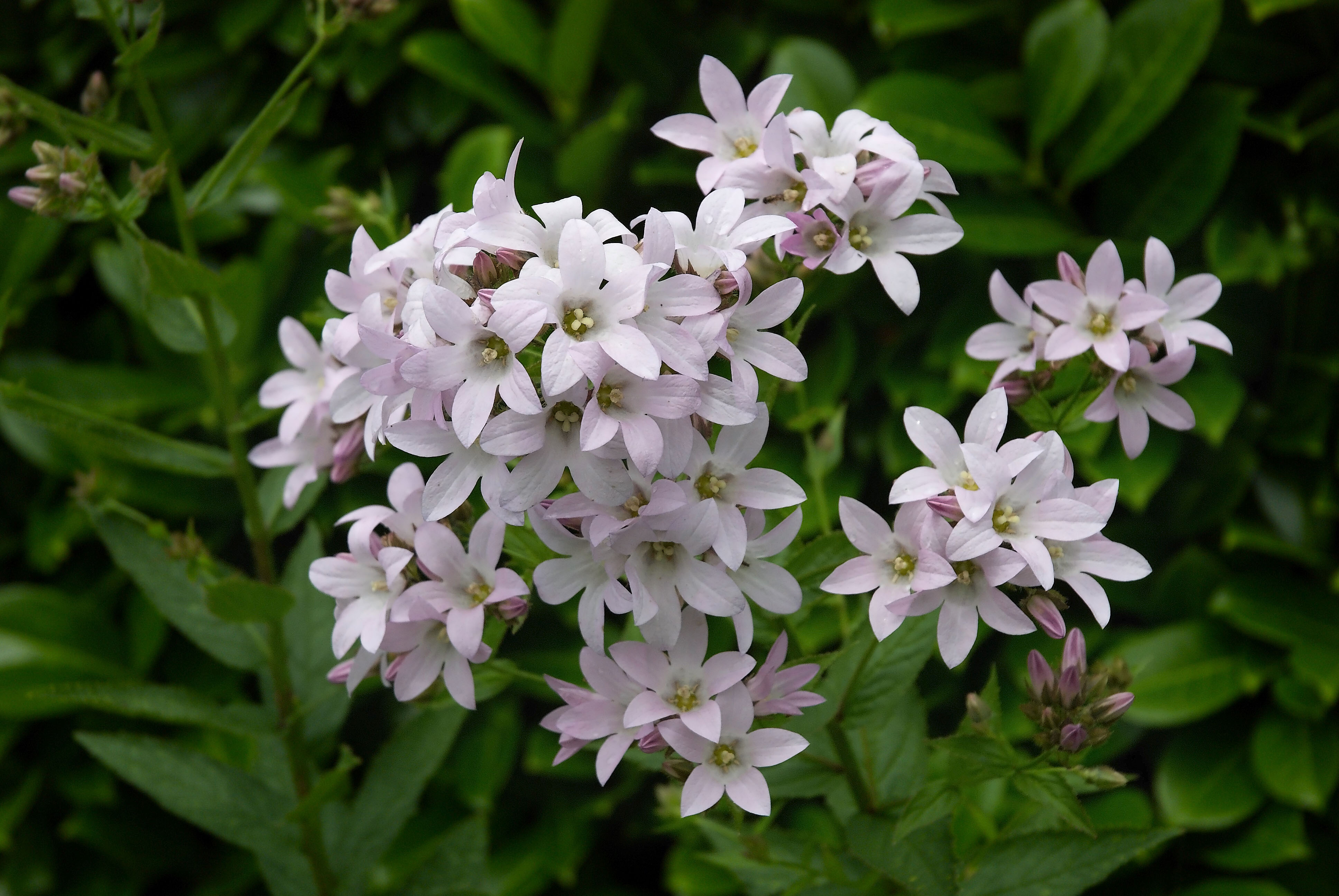
Blüten

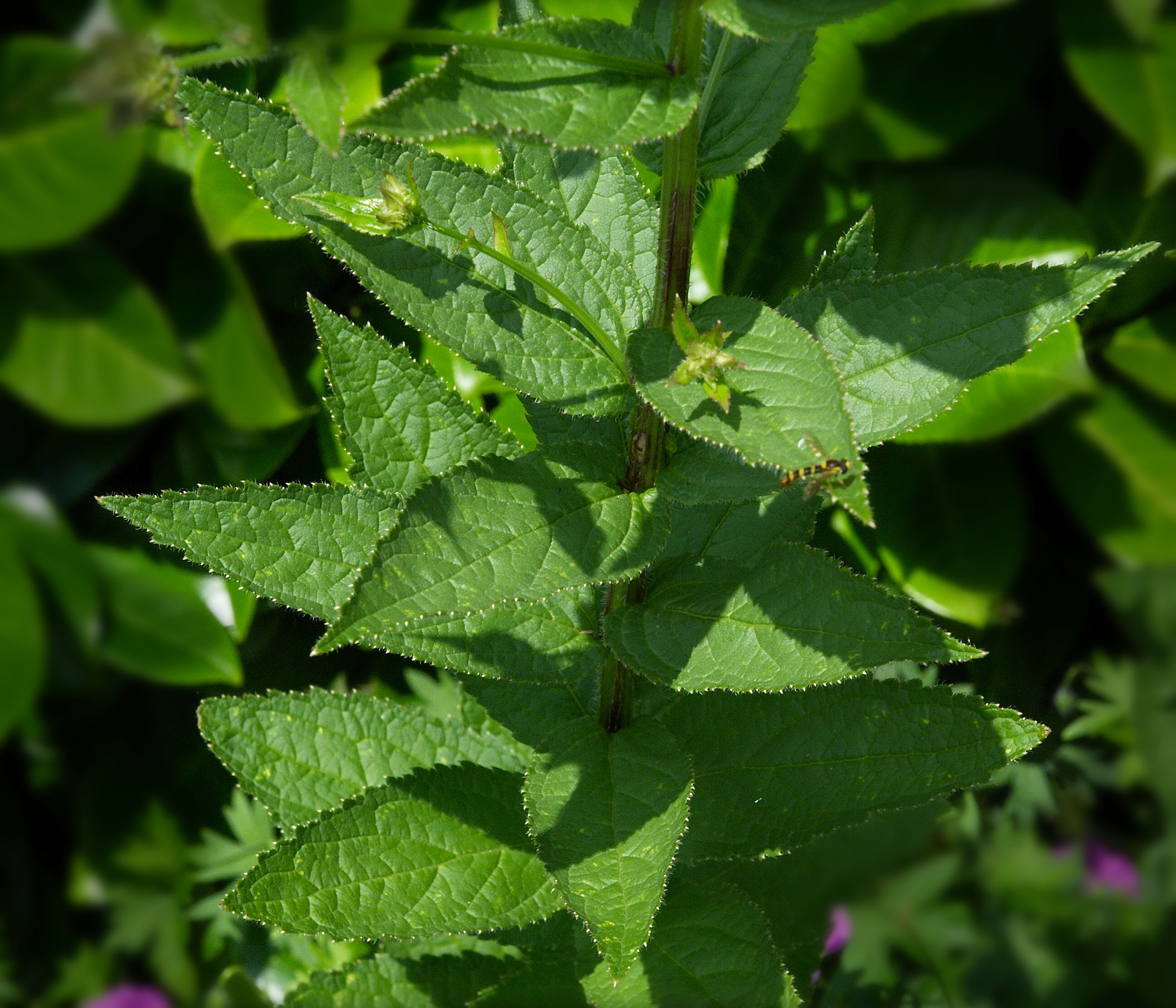
Stängelblätter

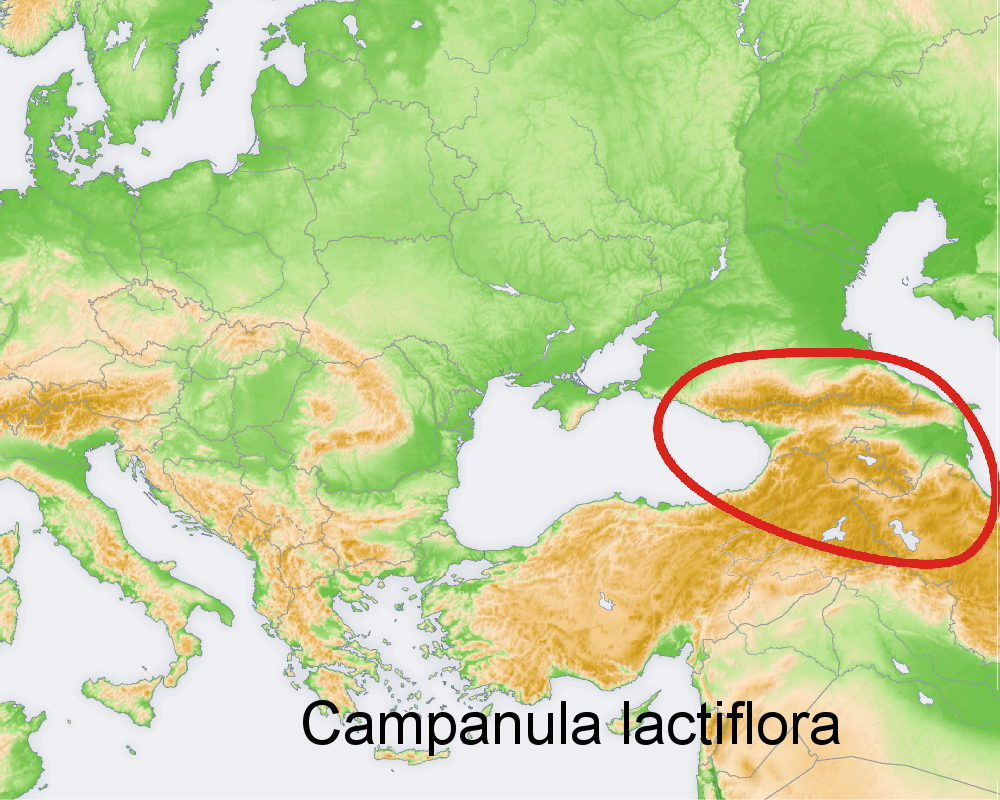
Verbreitungsgebiet

Die Riesen-Glockenblume ist eine ausdauernde, krautige Pflanze, die Wuchshöhen von 40 bis 100 (150) Zentimeter erreicht. Die Pflanze bildet ein Rhizom aus. Der Stängel ist dicht beblättert. Die Stängelblätter sind kurz gestielt bis sitzend, breit eiförmig-lanzettlich, doppelt gesägt und am Rand gewimpert. Die zahlreichen Blüten sind gestielt und in Doppeltrauben angeordnet. Die Zweige sind aufrecht abstehend. Die Krone ist breit glockig, bis zu Hälfte geteilt und 15 bis 25 Millimeter breit. Die Kapselfrucht ist aufrecht, ihre Poren befinden sich dicht unter dem Kelch.
Die Blütezeit reicht von Juni bis Juli, zum Teil bis August.
Die Chromosomenzahl beträgt 2n = 34.

## Vorkommen
Die Riesen-Glockenblume kommt in der Nordost-Türkei, im Kaukasus und im Nordwest-Iran in feuchten Wäldern, Hochstaudenfluren und subalpinen Wiesen in Höhenlagen von 600 bis 2500 Meter vor.

## Taxonomie
Die Riesen-Glockenblume wurde 1808 von Friedrich August Marschall von Bieberstein in Flora Taurico-Caucasica exhibens stirpes phaenogamas, in Chersoneso Taurica et regionibus caucasicis sponte crescentes Band 1 Seite 153 als Campanula lactiflora erstbeschrieben. Das Epitheton "lactiflora" bedeutet "milchfarben". Marschall von Bieberstein schreibt: Er fand die Art in Wiesen um die Festung Wladikawkas im September blühend.

## Nutzung
Die Riesen-Glockenblume wird selten als Zierpflanze für Staudenbeete und Gehölzränder genutzt. Sie ist seit spätestens 1814 in Kultur. Es gibt einige Sorten mit weißer, lavendelblauer oder dunkelvioletter Krone. Die Sorte 'Pouffe' erreicht nur Wuchshöhen von 25 Zentimeter.